# Reformierte Kirche Lipperode

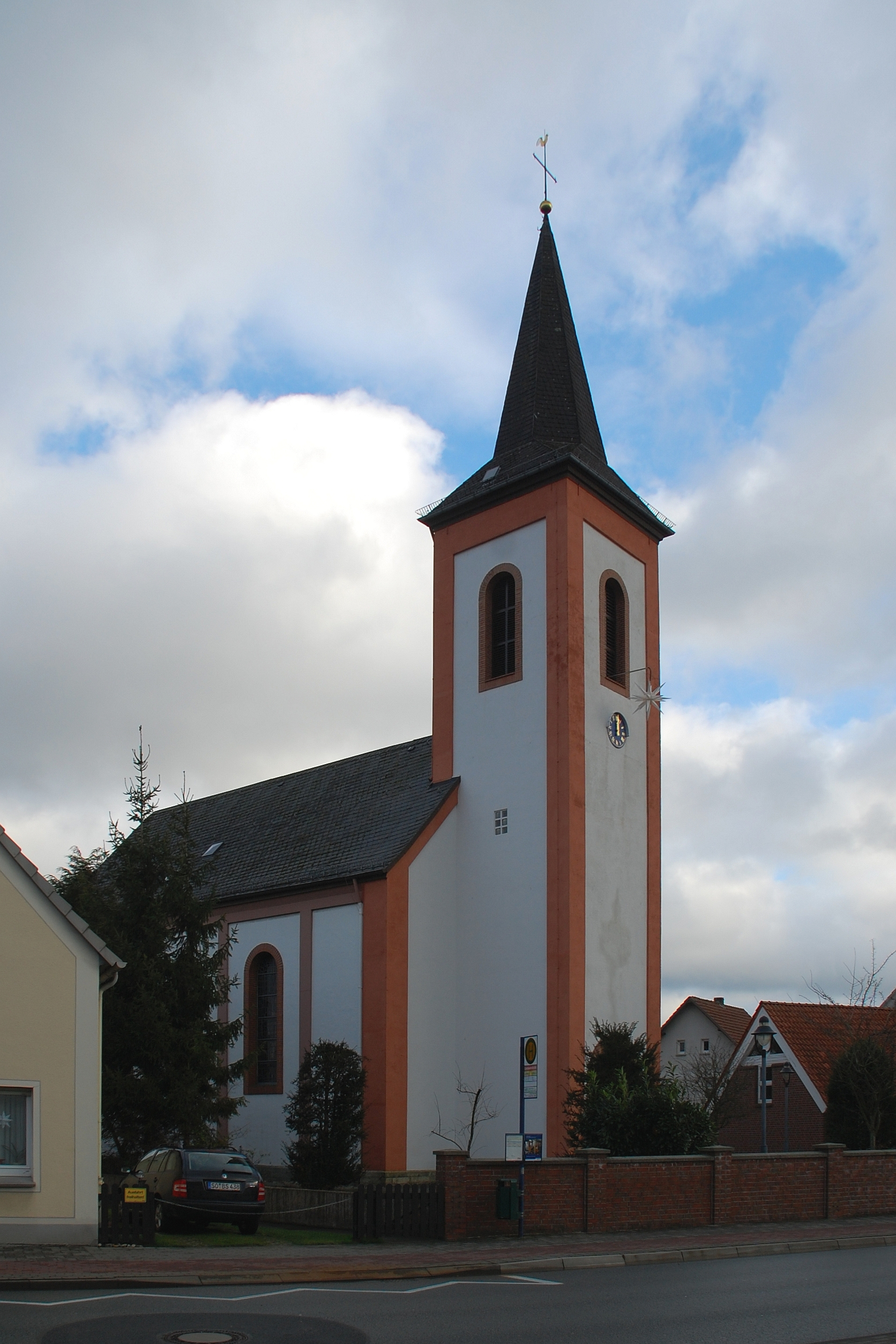
Reformierte Kirche Lipperode

Die Evangelisch-reformierte Kirche Lipperode ist eine denkmalgeschützte Kirche, die in Lipperode steht, einem Ortsteil von Lippstadt im Kreis Soest von Nordrhein-Westfalen. Die Kirchengemeinde gehört derzeit zum Kirchenkreis Soest-Arnsberg der Evangelischen Kirche von Westfalen.

## Beschreibung
Die Saalkirche wurde 1866 erbaut. Sie besteht aus einem Langhaus, das mit einem Satteldach bedeckt ist, einem eingezogenen Chor im Osten mit Fünfachtelschluss und einem schmalen Kirchturm im Westen, der mit einem achtseitigen Knickhelm bedeckt ist. Die Kanzel stammt aus der Kleinen Marienkirche in Lippstadt, die nur noch als Ruine existiert. An ihrem Korb sind die vier Evangelisten dargestellt. Die Orgel mit zehn Registern, auf einem Manual und Pedal wurde von Emil Hammer Orgelbau errichtet.